# 安妮塔·布鲁克纳
安妮塔·布鲁克纳CBE （1928年7月16日—2016年3月10日） 是一位英国小说家和美术史學者。她凭借小说獲得1984年布克奖。布鲁克纳终身未婚。她表示自己曾收到过几次求婚，但都拒绝了。她認為男人都是“有自己目的的人”。 